# Albert LaMadeleine
(J. O.) Albert LaMadeleine (* 10. März 1905 in Salaberry-de-Valleyfield; † 4. Juni 1986 bei Montreal) war ein kanadischer Fiddlespieler.
La Madeleine wurde von seinem Vater, J. O. LaMadeleine ausgebildet. Im Alter von 17 Jahren begann er, bei Tanzveranstaltungen im Nordwesten der USA aufzutreten. Später ging er nach Montreal. Dort arbeitete er für eine Ölgesellschaft, trat aber weiterhin als Musiker auf. Ab 1929 nahm er neun Platten bei RCA Victor auf. Weitere Aufnahmen mit seinem Vater entstanden beim Label Starr.
In den 1930er Jahren trat er im Rundfunk auf mit einem Trio, dem auch der Mundharmonikaspieler Henri Lacroix angehörte. Beim Label Bonanza veröffentlichte er in den 1970er Jahren unter dem Namen J. O. Albert LaMadeleine drei LPs (Trois Petits Coups d'archet, Volume 2 und Le Réel Mirabel).

## Quelle
- The Canadian Encyclopedia - Albert LaMadeleine

| Personendaten    | Personendaten             |
| ---------------- | ------------------------- |
| NAME             | LaMadeleine, Albert       |
| ALTERNATIVNAMEN  | LaMadeleine, J. O. Albert |
| KURZBESCHREIBUNG | kanadischer Fiddlespieler |
| GEBURTSDATUM     | 10. März 1905             |
| GEBURTSORT       | Salaberry-de-Valleyfield  |
| STERBEDATUM      | 4. Juni 1986              |
| STERBEORT        | Montreal                  |